# المردم (البيضاء)

تعديل مصدري - تعديل

المردم هي إحدى قرى عزلة ال هصيص بمديرية البيضاء التابعة لمحافظة البيضاء، بلغ تعداد سكانها 2004 نسمة حسب تعداد اليمن لعام 2004.